# 社会革命党
| ロシア革命時のポスターと亡命組織「PSR exile branch」がロンドンで出版したイディッシュ語のパンフレット「קאםפף און קעםפפער (Kampf un kempfer)」（1904年） |  | ロシア革命時のポスターと亡命組織「PSR exile branch」がロンドンで出版したイディッシュ語のパンフレット「קאםפף און קעםפפער (Kampf un kempfer)」（1904年） |
| ロシア革命時のポスターと亡命組織「PSR exile branch」がロンドンで出版したイディッシュ語のパンフレット「קאםפף און קעםפפער (Kampf un kempfer)」（1904年） |  | |

社会革命党（しゃかいかくめいとう、ロシア語: Партия социалистов-революционеров、略称：SR、エス・エル）は、20世紀初頭のロシアに存在した政党。「社会革命党」は日本における慣用的な呼び方で、党名を直訳すると「社会主義者・革命家党」という意味となる。

## 思想
ナロードニキ系グループが連合して生まれた政党で、その伝統を受け継いでいる。ナロードニキの理論家であったニコライ・ミハイロフスキーは評論活動のなかで分業批判の進歩観や批判的な主観主義を説いた。チェルノフや社会革命党の面々は彼の哲学的立場からマルクス主義者たちと論戦を交わし、革命的ナロードニキ主義、ネオ・ナロードニキ主義へと発展させた。
チェルノフが中心となってまとめた綱領案では、プロレタリアート・勤労農民・社会主義インテリの団結による社会主義が掲げられており、チェルノフの農民社会主義論も定式化された。「土地社会化」を特徴とする『農業綱領』では、私的土地所有の廃止と共同体による管理への移行、勤労基準に基づく土地有益の均等化の実施、協同組合の発展を目指している。
一方で、社会革命党の綱領を分析したウラジーミル・レーニンは、進歩的な革命的民主主義の性格を帯びていると評しながら、土地の共同体所有や協同組合を農民の救済にならないとし、実際は社会主義的なものではないとも指摘した。社会革命党はナロードニキ主義と修正主義の折衷主義であり、プロレタリアートと農民との階級的な差異を無視したり、農民内の階層分化・対立を曖昧化しており、革命におけるプロレタリアートの指導的な役割を否認していた。
その他、専制の打倒、民族自決と連邦原理による民族問題解決、民主共和国の実現、政治的自由、国家からの教会分離、普通選挙、全ロシア憲法会議の招集、累進所得税、労働立法などを主張した。

## 歴史

### 結成
1890年代末、革命的なナロードニキ運動の伝統を再生しようとする人々が「社会主義者・革命家」を名乗りはじめた。1901年末から翌1902年にかけてテロリズムの復権を目指す「社会革命同盟」と組織結集を目指す「社会革命党」がゲルシューニ、アゼフらの協議によって合同を決し、これに亡命者も加わって社会革命党が結党された。
結党時には綱領・規約は作らずに、活動する中で徐々に作っていく方法が採られた。綱領と規約の正式な採択は1906年1月に執り行われた第一回党大会でなされた。

### その後
ロシア内戦終結後、党員の多くが逮捕・処刑されるか海外に亡命した。1922年にはレーニンの指示により社会革命党員の裁判が行われ、起訴された社会革命党員は12名全員が死刑判決を受けたが後に減刑された。この裁判は、事実上モスクワ裁判を先取りする『見せしめ裁判』であった。事実として、彼らは人民委員としてボリシェヴィキ政権内に残った左派党員たちと共に1930年代半ばの大粛清により殺害された。
亡命者による社会革命党在外代表団は労働社会主義インターナショナルの一員として1940年まで存続した。

## 著名な人物
- グリゴリー・ゲルシューニ
- ヴィクトル・チェルノフ
- エカテリーナ・ブレシコ＝ブレシコフスカヤ
- エヴノ・アゼフ
- ステパン・バルマショフ（英語版） - 内務大臣（英語版）だったドミトリー・シピャーギンを暗殺する[注釈 1]。
- エゴール・サゾーノフ（ロシア語版） - シピャーギンの後任で警察閣僚のヴャチェスラフ・プレーヴェを暗殺する。
- ニキータ・キルノーソフ（ロシア語版） - 第2回ロシア帝国下院（英語版）の議員[注釈 2]。
- ラヴレンチー・エフレモフ（ロシア語版） - 第2回ロシア帝国下院の議員。
- ジナイダ・コノプリアニコワ（ロシア語版） - ゲオルギー・ミン（ロシア語版）少将を暗殺。
- レフ・ジルベルグ（ロシア語版） - 爆薬研究所の責任者で、サンクトペテルブルク市長だったウラジミール・フォン・デア・ラウニッツ（ロシア語版）等の人物を暗殺する。
- エフゲニー・クドリャフツェフ（ロシア語版） - 上記のラウニッツを暗殺する[注釈 3]。
- マリア・スピリドーノワ
- アレクサンドル・アントーノフ
- アレクサンドル・ケレンスキー - トルドヴィキだったが、二月革命後はエスエルに移籍した。
- ボリス・サヴィンコフ
- ゼキ・ヴェリディ・トガン
- アレクサンドル・エゴロフ
- ヤーコフ・アグラーノフ
- ステパン・ペトリチェンコ - ボルシェヴィキだったが、1919年に入党。
- アレクサンドル・ディコフ＝デレンタール（ロシア語版） - ロシア第一革命時に協力関係を結んだゲオルギー・ガポン神父を暗殺。
- ミル・ガサン・ヴェジロフ
- ボリス・ドンスコイ
- ファーニャ・カプラン（英語版） - レーニン暗殺未遂事件（英語版）の犯人と言われている[注釈 4]。
- フョードル・バトキン（ロシア語版） - コルチャークの副官で、後にチェキストとなる。
- ドミトリー・ポポフ (水兵)（英語版） - 駐露ドイツ大使だったヴィルヘルム・フォン・ミルバッハ（英語版）を殺害し、左派エスエル蜂起（英語版）を起こすが、失敗し、ネストル・マフノのウクライナ革命反乱軍に参加する。
- ニコライ・アンドレーエフ（ロシア語版） - 上記のポポフと共にミルバッハを殺害するが、足を負傷したため、蜂起には参加していない。
- アレクサンドル・アレクセーエフスキー（ロシア語版） - 全ロシア憲法制定議会の議員、アムール地方暫定政府（ロシア語版）及び政治センター（ロシア語版）創立者の一人。
- レナード・ボチコフスキー（ロシア語版） - ウクライナ社会革命党とウクライナ中央ラーダの一員。
- イサーク・シュテインベルク（ロシア語版） - 連立政権（ロシア語版）時代の司法人民委員。亡命後に回想録を発表する。
- ヴァシーリー・キクヴィゼ（ロシア語版） - ロシア内戦時の赤軍司令官。
- ネストル・カランダリシュヴィリ（ロシア語版） - エスエルの一員だったが、1917年からアナキズムに転向する。
- イワン・ボロダチョフ（ロシア語版） - バルチック艦隊所属の水兵及び、 全ロシア憲法制定議会の議員。
- ヴァシーリー・アブラモフ（ロシア語版） - 第2回ロシア帝国下院及び全ロシア憲法制定議会の議員。
- アレクサンドル・ヴラソフ（ロシア語版） - 全ロシア憲法制定議会の議員。
- アレクサンドル・バリシニコフ（ロシア語版） - 全ロシア憲法制定議会の議員。
- ミハイル・リハチ（ロシア語版） - 全ロシア憲法制定議会の議員。
- フェドット・オニプコ（ロシア語版） - 全ロシア憲法制定議会の議員。
- ヴァシーリー・トルマチェフスキー（ロシア語版） - 全ロシア憲法制定議会の議員。
- ヴァシーリー・パホーモフ（ロシア語版） - 全ロシア憲法制定議会の議員。
- ボリス・バビン（ロシア語版） - 全ロシア憲法制定議会の議員。
- ミール・ヒヤダット・セイドフ（ロシア語版） - 全ロシア憲法制定議会及びアゼルバイジャン国民評議会（英語版）の議員。